# John M. Dwyer
John M. Dwyer (* 25. August 1935 in Detroit, Michigan; † 15. September 2018 in Encinitas, Kalifornien) war ein US-amerikanischer Szenenbildner.

## Leben
Dwyer begann seine Karriere im Filmstab 1966 als Szenenbildner bei der Sitcom Tammy, das Mädchen vom Hausboot. Es folgten Engagements an Fernsehserien wie Laredo, Die Leute von der Shiloh Ranch, Columbo und Kojak – Einsatz in Manhattan. Er arbeitete zudem an 38 Folgen der Kultserie Raumschiff Enterprise, für die er 1969 erstmals für den Primetime Emmy nominiert war. Bis 1981 folgten zwei weitere Emmy-Nominierungen, 1981 gewann er die Auszeichnung für die Miniserie The Gangster Chronicles.
Ab Mitte der 1970er Jahre war er auch für den Film tätig; 1975 wirkte er sowohl an Steven Spielbergs Der weiße Hai, als auch an Clint Eastwoods Im Auftrag des Drachen. 1981 war er für Michael Apteds Filmbiografie Nashville Lady zusammen mit John W. Corso für den Oscar in der Kategorie bestes Szenenbild nominiert, die Auszeichnung ging in diesem Jahr jedoch an das Filmdrama Tess. Er arbeitete im Laufe seiner Karriere mit weiteren profilierten Regisseuren wie John Carpenter, Michael Mann, Martin Brest, Alan Parker und Ridley Scott.
Dywer war an zahlreichen Produktionen des Star-Trek-Franchise beteiligt; neben der Originalserie wirkte er an zweien der darauf, sowie vier weiteren auf Raumschiff Enterprise – Das nächste Jahrhundert basierenden Spielfilmen mit.

## Filmografie (Auswahl)
- 1975: Der weiße Hai (Jaws)
- 1975: Im Auftrag des Drachen (The Eiger Sanction)
- 1976: Schlacht um Midway (Midway)
- 1980: Nashville Lady (Coal Miner’s Daughter)
- 1981: Der Einzelgänger (Thief)
- 1982: Das Ding aus einer anderen Welt (John Carpenter’s The Thing)
- 1984: Krieg der Eispiraten (The Ice Pirates)
- 1984: Die Aufsässigen (Teachers)
- 1984: Beverly Hills Cop – Ich lös’ den Fall auf jeden Fall (Beverly Hills Cop)
- 1986: 9½ Wochen (9½ Weeks)
- 1986: Star Trek IV: Zurück in die Gegenwart (Star Trek IV: The Voyage Home)
- 1987: Der weiße Hai – Die Abrechnung (Jaws: The Revenge)
- 1987: Angel Heart
- 1989: Black Rain
- 1989: Star Trek V: Am Rande des Universums (Star Trek V: The Final Frontier)
- 1990: Rocky V
- 1991: Terminator 2 – Tag der Abrechnung (Terminator 2: Judgment Day)[2]
- 1991: Mein Weihnachtswunsch (All I Want for Christmas)
- 1992: Die Stunde der Patrioten (Patriot Games)
- 1994: Star Trek: Treffen der Generationen (Star Trek Generations)
- 1996: Die dicke Vera (Larger Than Life)
- 1996: Star Trek: Der erste Kontakt (Star Trek: First Contact)
- 1997: Alien – Die Wiedergeburt (Alien: Resurrection)
- 1998: Star Trek: Der Aufstand (Star Trek: Insurrection)
- 2000: Hollow Man – Unsichtbare Gefahr (Hollow Man)
- 2002: Star Trek: Nemesis (Star Trek Nemesis)

## Nominierungen (Auswahl)
- 1981: Oscar-Nominierung in der Kategorie bestes Szenenbild für Nashville Lady